# J. C. Daniel
 (janvier 2014).
Si vous disposez d'ouvrages ou d'articles de référence ou si vous connaissez des sites web de qualité traitant du thème abordé ici, merci de compléter l'article en donnant les références utiles à sa vérifiabilité et en les liant à la section « Notes et références ».
Joseph Chellayya Daniel Nadar, connu sous le diminutif J. C. Daniel (né le 28 novembre 1900 dans le taluk d'Agasteeswaram, Kanyakumari, dans le Royaume de Travancore et mort le 29 avril 1975  à Nagercoil, Tamil Nadu, en Inde) est un réalisateur indien considéré comme le père du cinéma du Kerala.

## Filmographie
- Vigathakumaran, 1930